# Litterär salong

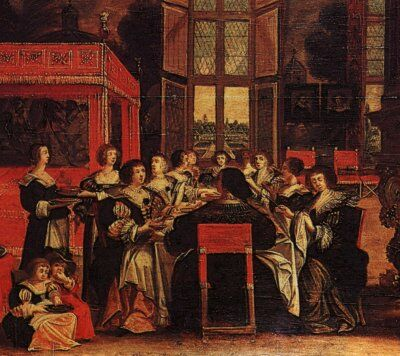
En kvinnosalong. Målning av Abraham Bosse från 1600-talet

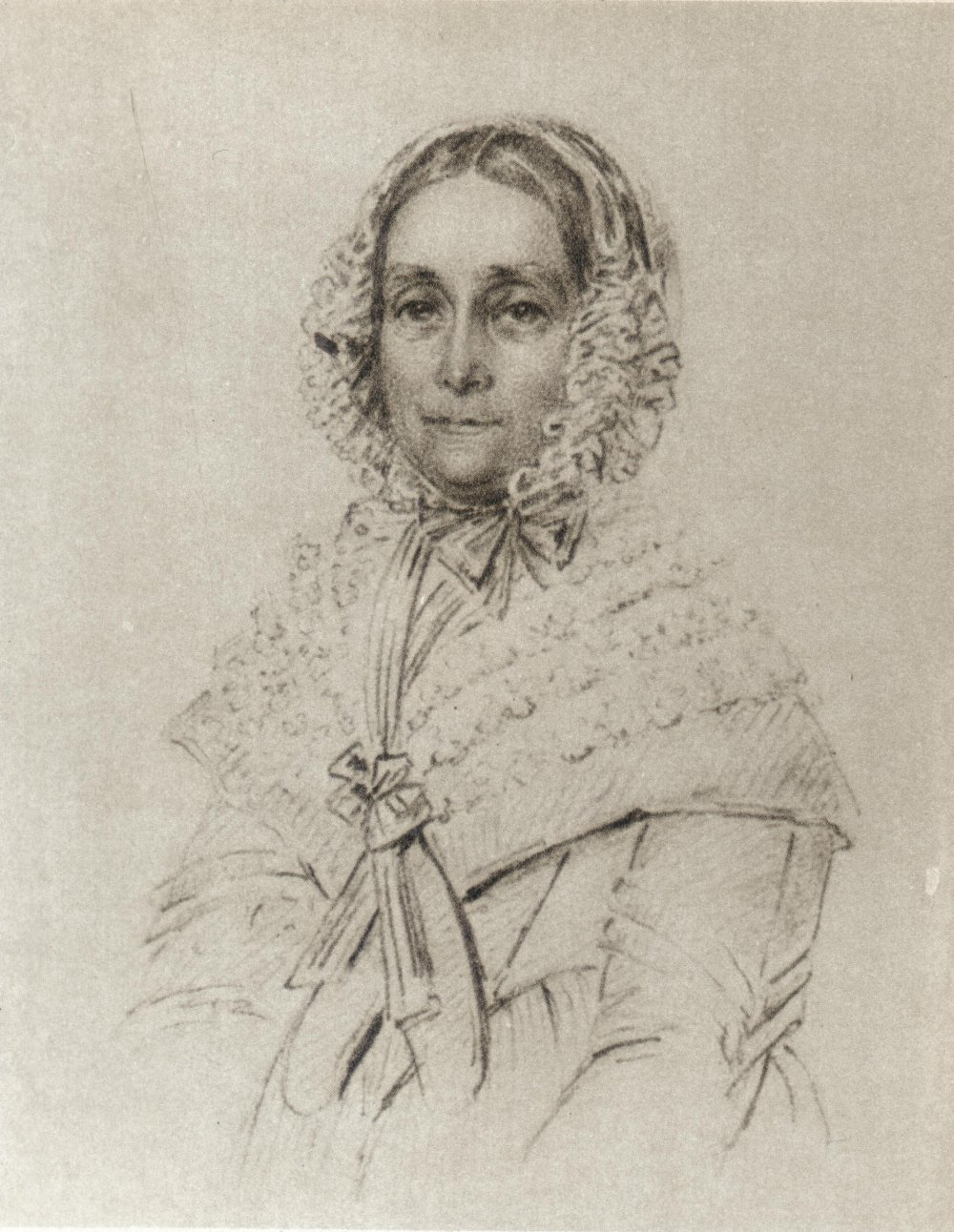
Malla Silfverstolpe, Sveriges historiskt mest kända salongsvärd. Teckning av Maria Röhl, 1843.

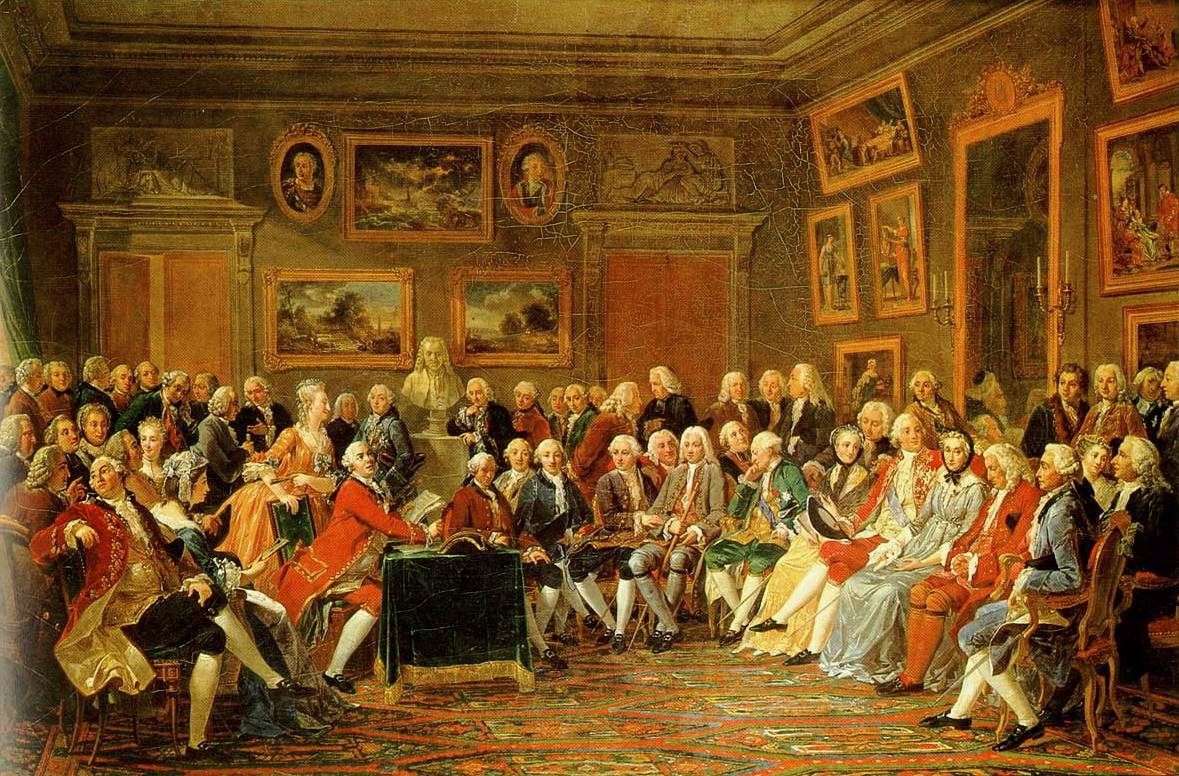
Madame Geoffrins salong i Paris år 1755. Oljemålning, Chateau de Malmasion, Rueil - Malmaison, France. Madame Geoffrin reser sig upp i orange klänning till vänster, med en hand på stolen framför.

Litterär salong, är en typ av tillställning hos privatpersoner där konst, kultur och aktuella ämnen diskuterades och där konstnärer visar upp sig och mötte finansiärer och skapade kontakter. 

## Historia
I Europa, och i viss mån dess kolonier, särskilt under 1600- och 1700-talen, kunde en utvald skara från stadens överklass samlas för att "hålla salong", det vill säga tala om litterära händelser eller något annat, hemma i någons bostad. I allmänhet handlade det i början om att många länder hade en inskränkt åsiktsfrihet. Att säga fel saker i en offentlig lokal kunde rendera bestraffning. I stället anordnade man privata bjudningar i hemmen, som blev ett slags politiska eller konstnärliga fristäder. Detta gällde med tiden inte endast deltagare från överklassen, det var också ett tillfälle för konstnärer att visa upp sig och få kontakter med tänkbara finansiärer och för intellektuella att debattera aktuella politiska ämnen. 
Värd för salongerna var nästan alltid en kvinna. Det har att göra med att det i ett hushåll var kvinnans uppgift att förestå en bjudning – även för ogifta män var det otänkbart att själva stå för organisationen – man hade då någon annan kvinna att förestå den. Hade en man ensam organiserat en salong hade den kallats "klubb" eller "förening". Det var salongernas egentliga karaktär av sociala bjudningar som delvis skyddade dem från politiska ingripanden. Värdinnan kunde agera som moderator och debattledare och det fanns exempel på "salongsdamer" som i praktiken agerade som politiker. 
Salongerna startades i Paris på 1600-talet med preciositeten och utvecklades där på 1700-talet till ett slags informella samhällsinstitutioner, där inte endast adeln släpptes in, utan där ett slags allmänna öppettider rådde. Dess grundare och pionjär brukar anses vara Catherine de Vivonne, markisinnan de Rambouillet. Salongerna fortsatte till in på 1900-talet, men de förlorade sin kulturella betydelse på 1800-talet i samband med att den politiska och konstnärliga friheten ökade. Som socialt fenomen fortsatte de dock och kringvävdes med ett starkt romantiskt skimmer. Från början av 1900-talet och under flera decennier var Gertrude Steins salong i Paris ett centrum för samtida avantgardistiska författare och konstnärer.

### Danmark
I Danmark höll Christine Sophie Holstein en inflytelserik salong i början av 1700-talet. Under Danmarks guldålder vid slutet av 1700-talet och början av 1800-talet spelade salongerna en viktig kulturell roll där värdinnorna ofta agerade mecenater. Bland de mest välkända fanns där Charlotte Schimmelmanns, Friederike Bruns salong på Sophienholm, och Kamma Rahbek i Bakkehuset.

### I Sverige
I Sverige utvecklades en salongskultur vid slutet av 1600-talet. Magdalena Stenbocks mottagningsrum omtalades vid denna tid som mötesplatsen för utländska ambassadörer i Stockholm, som kom dit för att knyta kontakter, och hennes spelbord som ett centrum för svensk utrikespolitik.
Under frihetstiden deltog kvinnor i den offentliga debatten mellan hattarna och mössorna genom att hålla politiska salonger, något som också fick utländska makter att visa sina sändebud i Sverige värva kvinnor som agenter för att gynna utländska intressen i Sverige genom att finansiera deras salonger. Den kanske mest notabla salongsvärdinnan i Sverige under frihetstiden var hattpartisten Hedvig Catharina De la Gardie, vara salong har omtalats som den första i Sverige, och som 1733 gjorde henne till måltavla för Olof von Dahlins kritiska satir över salongsvärdinnor.
Under 1800-talet omtalades salongsvärdinnor fortfarande ibland som politiskt inflytelserika, men under detta sekel hade de i Sverige främst kommit att bli aktiva som kulturella mecenater. Den mest välkända salongsvärden i Sverige historia är Malla Silfverstolpe, som med början från år 1820 höll en berömd litterär och musikalisk salong i Uppsala.    
I Stockholm blev Limnellska salongen hos Fredrika Limnell på Villa Lyran under 1860- och 70-talen och de Curmanska mottagningarna i Curmanska villan hos Calla Curman under 1880- och 90-talen kända som mötesplatser för den tidens svenska litterära elit.

## Inom kulturen
Fenomenet beskrivs i romanen "På spaning efter den tid som flytt" av Marcel Proust. Den mest kända salongen drevs av madame Verdurin, dels i Paris societetskvarter, dels på godset Raspèliere i närområdet till Balbec .Förutom samtal om aktuella händelser i samhället, bland annat Dreyfusaffären, talade man om aktuella författare och konstnärer och hade också musikframträdanden. 

## Notabla salongsvärdar
- Marie Thérèse Geoffrin, Frankrike
- Julie de Lespinasse, Frankrike
- Suzanne Curchod, Frankrike
- Hedvig Catharina De la Gardie, Sverige
- Fredrika Limnell, Sverige
- Julie Récamier, Frankrike
- Germaine de Staël, Frankrike
- Mathilde Bonaparte, Frankrike
- Nancy Astor, Frankrike
- Gertrude Stein, USA